# Greater Wealth
Greater Wealth est un film muet américain réalisé par Colin Campbell et sorti en 1913.

## Fiche technique
- Réalisation : Colin Campbell
- Scénario : Lanier Bartlett
- Date de sortie : États-Unis : 2 janvier 1913

## Distribution
- Hobart Bosworth : John Sharon
- Tom Santschi : Ed Young
- Bessie Eyton : Mrs Ed Young
- Baby Lillian Wade : l'enfant
- Fred Huntley : le docteur
- Camille Astor : la nurse
- Frank Clark
- Eddie James
- Wheeler Oakman